# 関口隆正
関口 隆正（せきぐち たかまさ、1856年6月27日（安政3年5月25日） - 1926年（大正15年）4月26日）は、明治、大正時代の漢学者。幼名は璵四郎、号は外斎、岳南、耕堂、無改、夢界。

## 略歴
清水礫洲(れきしゅう)の四男。中村知常の養子、関口隆吉の婿養子。江戸・牛込門内に生まれる。安井息軒、大橋陶庵に学び、岡松甕谷の紹成書院の幹事となった。1884年（明治17年）清に留学。1890年（明治23年）6月〜12月及び、1891年（明治24年）4月〜1892年（明治25年）7月の間、静岡県尋常中学校で教鞭を執る（国漢）。私立静岡女学校第3代校主。日清・日露戦争では陸軍通訳として従軍。1897年に台湾総督府台中弁務署長に任ぜられ、1899年には彰化弁務署長も兼任し、1901年に辞職。1907年には南満洲鉄道社員となり、大連に滞在。1909年から1911年までは台湾において銀行・印刷会社創立に携わった。1917年より1919年まで旅順高等学堂の教授をつとめる。

## 著書
- 『夢界叢書』関口隆正 編 関口隆正 1913
- 『夢界遺文 1』 関口泰 1929
- 『夢界遺文 2』 関口泰 1929
- 『夢界遺文 3』 関口泰 1929
- 『關口元老院議官地方巡察復命摘要 1』 何陋軒書屋 1938
- 『關口元老院議官地方巡察復命摘要 2』 何陋軒書屋 1938.5
- 『関口隆吉伝』 何陋軒書屋 1938
- 『関口隆吉伝』 関口隆克 1984.5

## 家族
- 祖父：清水赤城
- 父：清水礫洲
- 叔父：大橋訥庵
- 兄：村田廉窩
- 義父：関口隆吉
- 義兄弟：関口壮吉、新村出、加藤周蔵、関口鯉吉、関口万寿
- 妻：関口操
- 子：関口泰